# Антикоррупционная Академия Азербайджана
Антикоррупционная Академия Азербайджана (AzAKA, азерб. Azərbaycan Anti-Korrupsiya Akademiyası) — неправительственная организация, созданная в феврале 2016 года для более широкого применения роли и возможностей образования в процессе предотвращения коррупции. Инициатива организации создана группой азербайджанских гражданин, среди которых имеются студенты, выпускники, а также азербайджанские представители органов управления Международной Антикоррупционной Академии, штаб — квартира которой находится в Австрии. Главной целью организации является повышение общественной информированности об антикоррупционной борьбе, создание единой платформы для обсуждений и исследование на профессиональном уровне, а также поощрение формирования здоровой антикоррупционной среды.

## Открытие
Неправительственная организация AzAKA была создана в феврале 2016 года. 14 мая состоялось представление Академии, в рамках которого прошли обсуждения на тему «Роль образования в борьбе против коррупции». 24 июля в Национальной Административной Школе Франции состоялось представление Азербайджанской Антикоррупционной Академии. Наряду с представителями из Азербайджана, на мероприятие участвовали также государственные служащие и представители Алжира, Марокко, Украины, Джибути, Египта, Нигерии, Бразилии, Мадагаскара и других зарубежных стран.

## Деятельность
- охватывает всевозможные антикоррупционные направления, включая учебные программы, общественные лекции, тренинги, семинары и специальные программы, соответствующие требованиям и желаниям участников;
- организует проведение исследований по борьбе с коррупцией;
- готовит предложения по борьбе с коррупцией;
- сотрудничает с международными организациями и аналитическими центрами, специализирующимися в этой сфере;

## Финансирование и сотрудничество
Академия функционирует на основе поддержки партнёров. Программы проводятся по добровольной инициативе, на основе поддержке партнёров, индивидуальных проектов, пожертвований и взаимной договорённости. Одним из главных партнёров Академии является служба «АСАН» и Комиссия Азербайджанской Республики по борьбе с коррупцией.
AzAKA также активно сотрудничает с такими зарубежными неправительственными организациями, специализирующимися в антикоррупционной борьбе, как Transparency International, Open Government Partnership Dialogue Platform, Network of NGOs.

## Учения
Практическое антикоррупционное учение — это тренинги, на которых проводятся практические занятия, психологические тесты, дебаты, преподаются виды, типы и причины коррупций, негативное влияние коррупции на общество, методы предотвращения коррупции и т. д.
28 мая 2016 AzAKA провела своё первое учение, в ходе которого были обсуждены такие крупные события связаны с коррупцией, как Ford Pinto, Хихонский позор и др.
5 января 2018 года при поддержке Комиссии Азербайджанской Республики по борьбе с коррупцией и службы «АСАН — центры обучения» в ряде регионов (Масаллы, Барда, Габала, Сабирабад, Губа) были проведены учения для государственных служащих.

### Летняя школа 2016
Целью проведения летней школы стало повышение информированности молодого поколения в сфере борьбы с коррупцией.
Первая летняя школа была организована для лиц, интересующихся антикоррупционной деятельностью и прошла с 25 по 28 августа в Баку. Участников было 35 из разных регионов страны, которые были избраны на основе конкурса. Программа летней школы включала в себе суть коррупции, её юридические, экономические, социальные и психологические стороны, способы борьбы с коррупцией, гражданская позиция, права и обязанности в антикоррупционной борьбе, информирование общественности посредством средств массовой информации, а также практические задания.

### Летняя школа 2017
В следующем году летняя школа проводилась 8 — 12 августа при поддержке Комиссии Азербайджанской Республики по борьбе с коррупцией. В рамках школы, были проведены учения на темы «Этика» и «Криминализация коррупции», была представлена презентация «10 лет успеха в борьбе против коррупции: опыт Азербайджана».